# BEAUTIFUL SKY
「BEAUTIFUL SKY」（ビューティフル スカイ）は、篠ノ之箒、セシリア・オルコット、凰鈴音、シャルロット・デュノア、ラウラ・ボーデヴィッヒ、更識楯無、更識簪の楽曲。第1期よりヒロインキャラクターを演じている日笠陽子、ゆかな、下田麻美、花澤香菜、井上麻里奈に、第2期より加わった斎藤千和、三森すずこを加えた7人の声優によるキャラクターソングシングルとして2013年11月20日にLantisから発売された。

## 概要
テレビアニメ『IS 〈インフィニット・ストラトス〉2』（IS 〈インフィニット・ストラトス〉第2期）のエンディングテーマを収録したシングル。前作「SUPER∞STREAM」同様、それぞれが担当するキャラクター名義で歌っており、今作でもアニメの内容に沿ったユニット名は付けられていない。前作第1期エンディングでは、物語が進むにつれて歌い手が一人ずつ追加されていく特殊な手法（詳細は『IS 〈インフィニット・ストラトス〉#主題歌』を参照）であったが、本作のテレビバージョンでは第1話より第1期からヒロインキャラクターを演じている5人のみが歌ったバージョンが流れ、物語途中より更識簪が加わり6人に増え、最終回で7人のバージョンになる手法を用いた。
本作でも各キャラクターがソロで歌う「BEAUTIFUL SKY」のCDが、テレビアニメのBlu-ray Disc、またはDVDシリーズの1巻から7巻の初回生産特典として、各巻ごとに1名分ずつ付属し発売される予定。なお、テレビアニメのBlu-ray DiscおよびDVDの第1巻（ロング・バケーションEDITION）のエンディングでは、第1期よりヒロインキャラクターを演じている5人のみのフルコーラスバージョンがエンディングテーマとなっているが、CD化の予定は立っていない。
カップリングの「SUPER∞STREAM -更識楯無・更識簪 ver.-」は、第2期より加わったヒロインキャラクターの更識楯無（cv.斎藤千和）と更識簪（cv.三森すずこ）が、オリジナル編曲の第1期エンディングテーマを二人で歌っている。
ジャケットには、歌唱を担当した7人のキャラクターが描かれている。

## 収録曲
（作詞：こだまさおり、作曲・編曲：山口朗彦）
1. BEAUTIFUL SKY [3:58] 
  - テレビアニメ『IS〈インフィニット・ストラトス〉2』エンディングテーマ
2. SUPER∞STREAM -更識楯無・更識簪 ver.- [3:54] 
歌：更識楯無（cv.斎藤千和）、更識簪（cv.三森すずこ）
3. BEAUTIFUL SKY（off vocal）